# Ischnocnema erythromera
Ischnocnema erythromera es una especie de anfibio anuro de la familia Brachycephalidae.

## Distribución geográfica
Esta especie es endémica del estado de Río de Janeiro en Brasil. Habita entre los 800 y 1000 metros de altura en Teresópolis.

## Descripción
Los machos miden de 22.3 a 24.4 mm y las hembras de 24.3 a 35.3 mm.

## Publicación original
- Heyer, 1984 : Variation, systematics, and zoogeography of Eleutherodactylus guentheri and closely related species (Amphibia: Anura: Leptodactylidae). Smithsonian Contributions to Zoology, n.º 402, p. 1-42[5]